# L'amante del re
L'amante del re (King's Rhapsody) è un film del 1955 diretto da Herbert Wilcox.
Ispirato al musical di successo King's Rhapsody di Ivor Novello, è interpretato da Anna Neagle, Errol Flynn e Patrice Wymore.

## Trama
Il principe Riccardo di Laurentia, costretto all'esilio dall'amore verso la popolana Marta, dopo la morte del padre, il re Paul, viene richiamato in patria per riprendere i doveri reali. Ha l'incarico di sposare la principessa Cristiane di Norseland (Patrice Wymore, la moglie di Flynn al tempo delle riprese) e assicurare un erede al trono